# Мулай Абд аль-Азиз
Мулай Абд аль-Азиз (араб. عبد العزيز بن الحسن‎), также известный как Абд аль-Азиз IV (24 февраля 1878 — 10 июня 1943) — султан Марокко с 1894 по 1908 годы из династии Алауитов. Заменил на троне своего отца Хассана I. На момент вступления на престол ему было 14 лет и до 1900 года правил при регентстве Ба Ахмеда бин Мусы.

## Биография
Был занят борьбой с непокорными племенами и пытался реорганизовать финансовую систему страны.
В ноябре 1897 года в Танжере стало функционировать генеральное консульство Российской империи. Первым дипломатическим представителем России в Марокко стал Василий Романович Бахерахт (в ранге министра-резидента), в 1907 году его сменил П. С. Боткин. В 1901 году Россию посетило марокканское посольство. 
При Абд аль-Азизе усилилось влияние европейских держав на внутренние дела Марокко; соперничество Франции и Германии привело к Танжерскому кризису, развязкой которого стала конференция держав в Альхесирасе 1906 года.
В январе (августе) 1908 был свергнут с престола в результате восстания, начавшегося в 1907 году.
Оно проходило под лозунгом  недовольства его профранцузской политикой, но ключевой фигурой восстания был его брат Абд аль-Хафиз, который сменил Мулай Абд аль-Азиза на троне.
После свержения был изгнан из страны и удалился в контролируемый испанцами Танжер, где продолжал вести активную деятельность и где прожил до конца жизни. После смерти его тело было передано на родину.